# Elsie MacLeod
Elsie MacLeod (1890) è stata un'attrice statunitense che lavorò negli anni dieci all'epoca del muto, apparendo spesso anche con il nome Elsie McLeod.
Fece parte del team di attori che recitarono sotto contratto presso la casa di produzione Edison Company. Nella seconda metà degli anni dieci, apparve nelle comiche della Vim Comedy Film Company di Oliver Hardy. Il suo ultimo ruolo conosciuto fu in The Right Way, un film drammatico di Sidney Olcott del 1921.

## Filmografia
- Two White Roses, regia di Bannister Merwin - cortometraggio (1911)
- No Cooking Allowed - cortometraggio (1911)

- Please Remit - cortometraggio (1912)
- The Commuter's Wife - cortometraggio (1912)
- The Lost Kitten - cortometraggio
- The Baby - cortometraggio (1912)
- Dress Suits in Pawn, regia di C.J. Williams - cortometraggio (1912)
- Aunt Miranda's Cat, regia di C.J. Williams - cortometraggio (1912)
- A Personal Affair, regia di C.J. Williams - cortometraggio (1912)
- Very Much Engaged, regia di C.J. Williams - cortometraggio (1912)
- How Father Accomplished His Work, regia di C.J. Williams - cortometraggio (1912)
- The Artist's Joke - cortometraggio (1912)
- Marjorie's Diamond Ring, regia di C.J. Williams - cortometraggio (1912)
- Holding the Fort, regia di C.J. Williams - cortometraggio (1912)
- The Green-Eyed Monster - cortometraggio (1912)
- Outwitting the Professor, regia di C. Jay Williams (1912) - cortometraggio
- Kitty at Boarding School - cortometraggio (1912)
- Linked Together, regia di C. Jay Williams - cortometraggio (1912)
- The Office Boy's Birthday, regia di Charles M. Seay - cortometraggio (1913)

- A Daughter of the Wilderness, regia di Walter Edwin - cortometraggio (1913)

- How Did It Finish?, regia di Ashley Miller - cortometraggio (1913)

- The Message of the Sun Dial, regia di Richard Ridgely - cortometraggio (1914)
- The Silent Death, regia di Richard Ridgely - cortometraggio (1914)
- A Story of Crime, regia di C. Jay Williams - cortometraggio (1914)
- The Sultan and the Roller Skates, regia di C.J. Williams - cortometraggio (1914)
- The Message in the Rose, regia di Richard Ridgely - cortometraggio (1914)
- A Romance of the Everglades, regia di Charles H. France - cortometraggio (1914)
- Clarence and Percy's Sailing Party, regia di C. Jay Williams - cortometraggio (1914)
- Lo! The Poor Indian, regia di C.J. Williams - cortometraggio (1914)
- When the Men Left Town, regia di C.J. Williams - cortometraggio (1914)
- The Basket Habit, regia di C. Jay Williams - cortometraggio (1914)
- The Revengeful Servant Girl, regia di C.J. Williams - cortometraggio (1914)
- Something to Adore, diretto da C.J. Williams - cortometraggio (1914)
- A Tango Spree, regia di Charles M. Seay] (1914) - cortometraggio
- The Gilded Kidd, regia di C.J. Williams - cortometraggio (1914)
- Making a Convert, regia di John H. Collins - cortometraggio (1914)
- The Blue Coyote Cherry Crop, regia di Ashley Miller - cortometraggio (1914)
- Seth's Sweetheart, regia di Charles Ransom (1914)
- Who Goes There?, regia di Ashley Mille - cortometraggio (1914)
- The Flirt, regia di Charles Ransom - cortometraggio (1914)
- The Adventure of the Wrong Santa Claus, regia di Charles M. Seay - cortometraggio (1914)

- Opportunity, regia di John H. Collins (1918)